# Chaitén Caleta Gonzalo Airport
Chaitén Caleta Gonzalo Airport är en flygplats i Chile.   Den ligger i provinsen Provincia de Palena och regionen Región de Los Lagos, i den södra delen av landet, 1 000 km söder om huvudstaden Santiago de Chile. Chaitén Caleta Gonzalo Airport ligger 12 meter över havet.
Terrängen runt Chaitén Caleta Gonzalo Airport är kuperad västerut, men österut är den bergig. Havet är nära Chaitén Caleta Gonzalo Airport norrut. Trakten runt Chaitén Caleta Gonzalo Airport är nära nog obefolkad, med mindre än två invånare per kvadratkilometer..
I omgivningarna runt Chaitén Caleta Gonzalo Airport växer i huvudsak blandskog.